# Nazionale femminile di pallacanestro del Madagascar
La nazionale di pallacanestro femminile del Madagascar è la rappresentativa cestistica del Madagascar ed è posta sotto l'egida della Federazione cestistica del Madagascar.

## Piazzamenti

### Campionati del mondo
- 1971 - 13°

### Campionati africani
- 1970 -  1°
- 2007 - 10°
- 2009 - 8°

## Formazioni

### Campionati del mondo
Campionato mondiale femminile di pallacanestro 19714 Ranarilala, 5 Rebakovelo, 6 Rabakoarivelo, 7 C. Ratsimbasoa, 8 Riama, 9 Raboranto, 10 Rinovona, 11 Ramaniraka, 12 Raza, 13 Fara Solo, 14 Rajaofera, 15 L. Ratsimbasoa,        All. Jean Realison

### Campionati africani
Campionato africano femminile di pallacanestro 20074 Rajoelisoa, 5 Ravonimboangy, 6 Razaiarisoa, 7 Rakotonirina, 9 Rasoambolanoro, 10 Razananirina, 11 Rabemiarana, 12 Elina, 14 Solinasoa, 15 Rasoanirina,        All. -
Campionato africano femminile di pallacanestro 20094 M'Boma, 5 Rakotonjanahary, 6 Elina, 7 Ranoroarisoa, 8 Adriamilandy, 9 Rasoambolanoro, 10 Razananirina, 11 Papisy, 12 Fenoarisoa, 13 Amady, 14 Solinasoa, 15 Rasoanirina,        All. -